# Bolesław Hochlinger
Bolesław Hochlinger (ur. 26 lipca 1898 w Piotrkowie Trybunalskim, zm. 27 maja 1979) – polski malarz i pedagog.

## Życiorys
Bolesław Hochlinger był absolwentem gimnazjum im. J. Radwańskiego w Łodzi i Seminarium Nauczycielskiego im. Ewarysta Estkowskiego w Łodzi, w którym naukę ukończył w 1919. Następnie pracował w szkołach nr 38 i 19 w Łodzi. W latach 1924–1926 uczył się w Szkole Wieczorowej Rysunku i Malarstwa Szczepana Andrzejewskiego. W latach 1926–1928 studiował u Maurycego Trębacza i Adama Rychtarskiego. W 1929 zamieszkał przy ul. Przyszkole 40 w Łodzi, rozpoczynając tym samym roku pracę nauczyciela rysunku w Powszechnej Szkole nr 42 im. Stanisława Staszica. W 1931 poznał Władysława Strzemińskiego, pod którego kierunkiem w latach 1932–1933 uczył się rysunku, malarstwa, grafiki i kompozycji. Od 1932 podjął naukę w Wolnej Wszechnicy Polskiej, uzyskując w 1936 świadectwo „Collegium Pedagogicum”. Od kwietnia 1935 był członkiem Związku Zawodowego Polskich Artystów Plastyków, w ramach którego uczestniczył we wszystkich wystawach. Jednocześnie współpracował z pismem „Forma”.
Po zajęciu Łodzi przez Niemcy w 1939 budynek szkoły podstawowej został przejęty przez wojska niemieckie, w związku z czym Hochlinger prowadził zajęcia przy ul. Pabianickiej 34, a po zamknięciu polskich szkół w Łodzi przeniósł się do Zduńskiej Woli, gdzie podjął pracę w zakładzie ceramicznym. Po wyzwoleniu Łodzi zamieszkał w niej z powrotem i powrócił do pracy w szkole podstawowej nr 42, gdzie od lutego 1945 prowadził przyjęcia uczniów i porządkował wnętrze budynku pod kierownictwem Maurycego Boruckiego. W październiku obok pracy w szkole rozpoczął pracę w Państwowej Wyższej Szkole Sztuk Plastycznych jako starszy asystent Władysława Strzemińskiego, a następnie w latach 1950–1957 jako wykładowca perspektywy odręcznej i wykreślnej oraz zasad kompozycji oraz prowadził warsztaty ceramiczne. W 1951 został także kierownikiem Szkoły Podstawowej nr 42. W 1954 został członkiem Dzielnicowej Rady Narodowej Łódź-Górna, gdzie działał jako członek Prezydium, przewodniczący Komisji Oświaty i członek Komisji Kultury. W 1955 uzyskał dyplom Wyższej Szkoły Pedagogicznej w Warszawie. W 1969 zrezygnował z pracy w szkole podstawowej.
Hochlinger został pochowany na cmentarzu Doły w Łodzi.

## Twórczość
Hochlinger był przedstawicielem funkcjonalizmu i kubizmu w sztuce. Malował głównie martwe natury, portrety oraz pejzaże, w tym m.in. obiektów przemysłowych.
Obrazy Hochlingera uczestniczyły przed II wojną światową w wystawach w Warszawie, Krakowie i Lwowie. Po wojnie swoje obrazy wystawiał m.in. w wystawach krajowych w 1958 w Łodzi, w 1961 w Warszawie w Muzeum Narodowym i w 1962 w Szczecinie oraz wystawach: Pejzaż łódzki w Pradze, Budapeszcie i Lipsku. W 1963 otwarto indywidualną wystawę Hochlingera w salonie Związku Polskich Artystów Plastyków. Z okazji 30-lecia pracy artystycznej Hochlingera w 1966 otwarto jubileuszową wystawę jego prac w Salonie Sztuki Współczesnej przy Piotrkowskiej 86. Następnie z okazji 40-lecia pracy artystycznej w 1976 zorganizowano wystawę malarstwa, grafiki i rysunku. Jego prace znajdują się w zbiorach Muzeum Sztuki w Łodzi.

## Wyróżnienia
- medal pamiątkowy „XX-lecia Związku Polskich Artystów Plastyków” (1965),
- medal ZPAP (1968),
- Złota odznaka ZPAP za szczególny wkład osobisty w realizowanie zadań ZPAP (1977)[1].